# Marrit Leenstra
Marrit Leenstra, född den 10 maj 1989 i Wijckel, Nederländerna, är en nederländsk skridskoåkare.
Hon tog OS-guld i damernas lagtempo i samband med de olympiska skridskotävlingarna 2014 i Sotji.
Vid de olympiska skridskotävlingarna 2018 i Pyeongchang tog Leenstra en bronsmedalj på 1 500 meter.